# Ryutaro Karube
Ryutaro Karube (苅部 隆太郎 Karube Ryutaro?, nacido el 19 de diciembre de 1992 en Tokio) es un futbolista japonés que se desempeña como centrocampista.

## Trayectoria

### Clubes
| Club                | País      | Año         |
| ------------------- | --------- | ----------- |
| FC Gifu             | Japón     | 2015 - 2016 |
| Perseru Serui       | Indonesia | 2017        |
| FLC Thanh Hóa       | Vietnam   | 2018        |
| Chainat Hornbill FC | Tailandia | 2018 -      |

## Estadística de carrera

### J. League
| Club    | Año   | J. League | J. League | Copa J. League | Copa J. League | Total | Total |
| Club    | Año   | Part.     | Goles     | Part.          | Goles          | Part. | Goles |
| ------- | ----- | --------- | --------- | -------------- | -------------- | ----- | ----- |
| FC Gifu | 2015  | 7         | 0         | -              | -              | 7     | 0     |
| FC Gifu | 2016  | 17        | 2         | -              | -              | 17    | 2     |
| Total   | Total | 24        | 2         | 0              | 0              | 24    | 2     |